# Schiedam-Centre (métro de Rotterdam)
Schiedam-Centre (en néerlandais Schiedam Centrum) est une station de la section commune aux lignes A, B et ligne C du métro de Rotterdam. Elle est située au 10 Stationsplein, sur le territoire de la commune de Schiedam, dans la région urbaine de Rotterdam aux Pays-Bas.
Mise en service en 2002, elle fait partie d'un ensemble multimodale incluant la gare de Schiedam-Centre, avec qui elle partage l'entrée principale, et des arrêts du tramway et de bus.

## Situation sur le réseau

Plan du métro.

Établie en aérien, Schiedam-Centre, est une station de passage de la section commune entre la ligne A, la ligne B et la ligne C du métro de Rotterdam. Elle est située : entre la station Marconiplein, sur la section commune (A+B+C), en direction du terminus nord de la ligne A Binnenhof, ou du terminus nord de la ligne B Nesselande ou du terminus nord de la ligne C De Terp; et la station de la section commune A+B+C Parkweg, en direction : du terminus sud-ouest de la ligne A Vlaardingen-West, ou terminus sud-ouest de la ligne B Hoek van Holland-Haven, ou du terminus sud de la ligne C De Akkers,,,.
Elle comporte les deux voies de la ligne, encadrées par deux quais latéraux.

## Histoire
La station Schiedam-Centre est mise en service le 4 novembre 2002, lors de l'ouverture à l'exploitation du prolongement de la ligne de Marconiplein à Tussenwater.
Les lignes du métro sont renommées, en décembre 2009, selon la dénomination toujours en vigueur : A, B et C.

## Services aux voyageurs

### Accès et accueil
La station est accessible, notamment, par l'entrée principale commune avec la gare de Schiedam-Centre. Elle est équipée d'automates pour l'achat ou la recharge de titres de transports et elle dispose d'ascenseurs pour l'accessibilité des personnes à la mobilité réduite. Des commerces y sont installés.

Installations
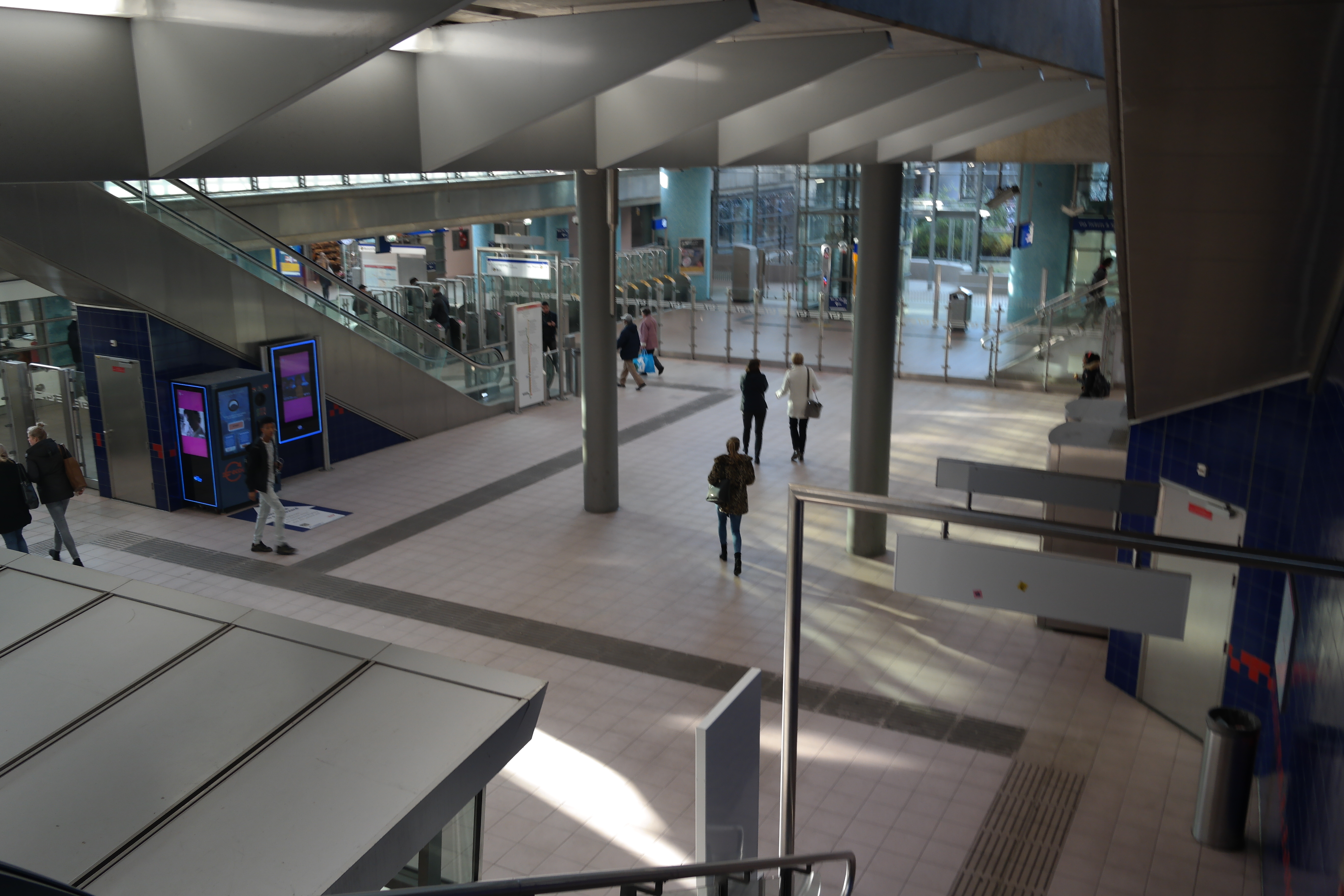
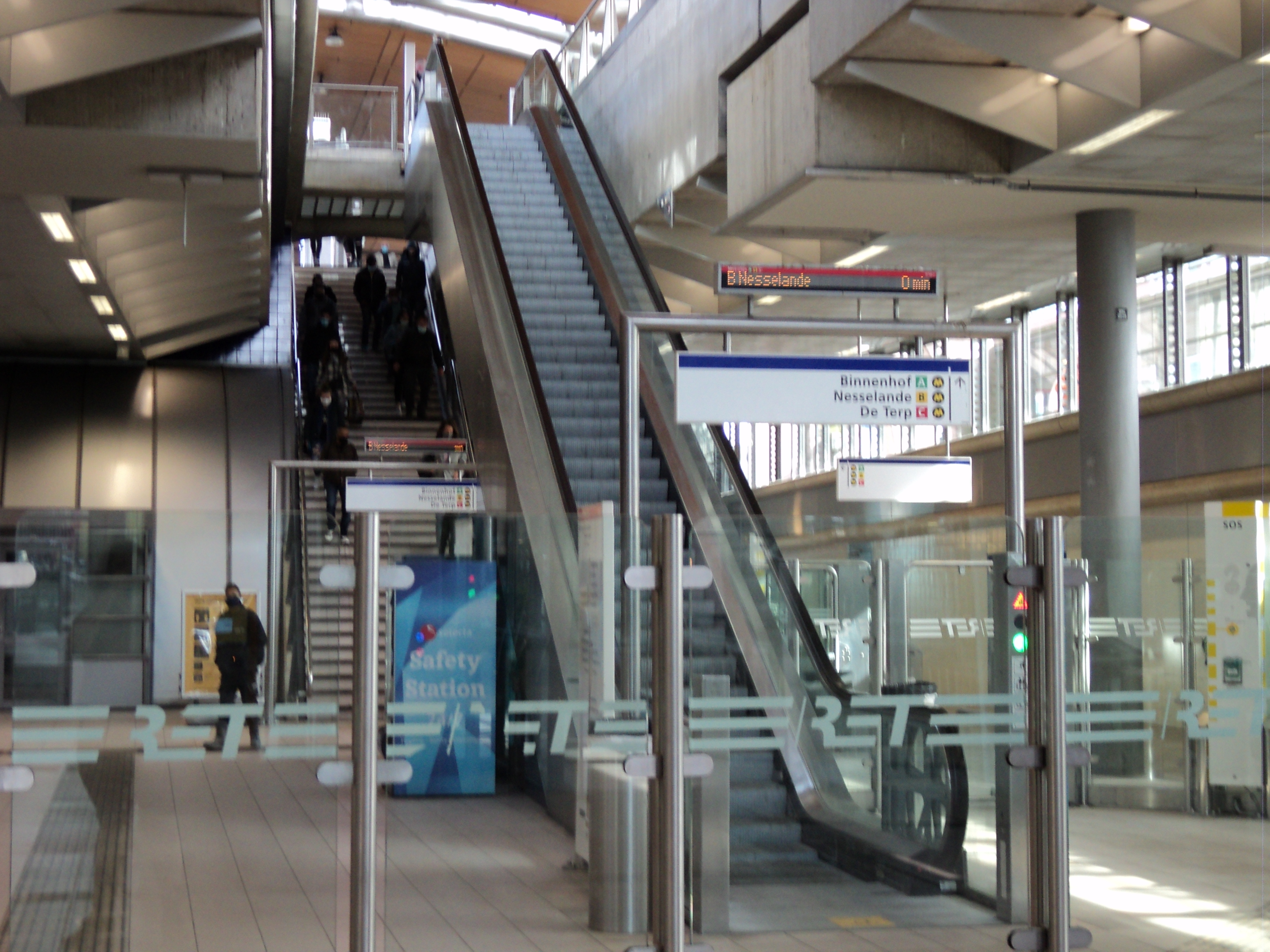
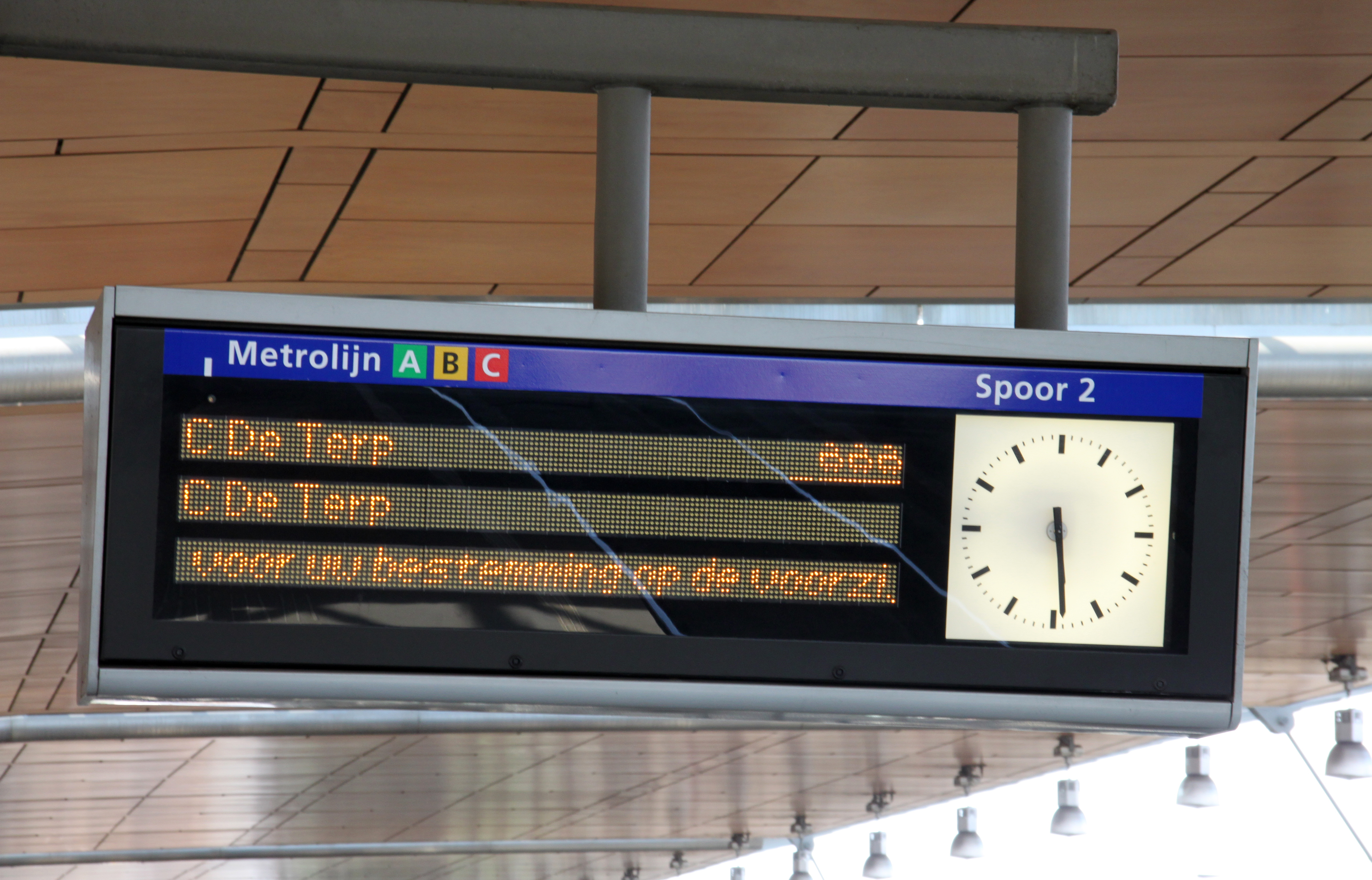

### Desserte
Schiedam-Centre est desservie par les rames des lignes A, B et C du métro.

Installations et desserte
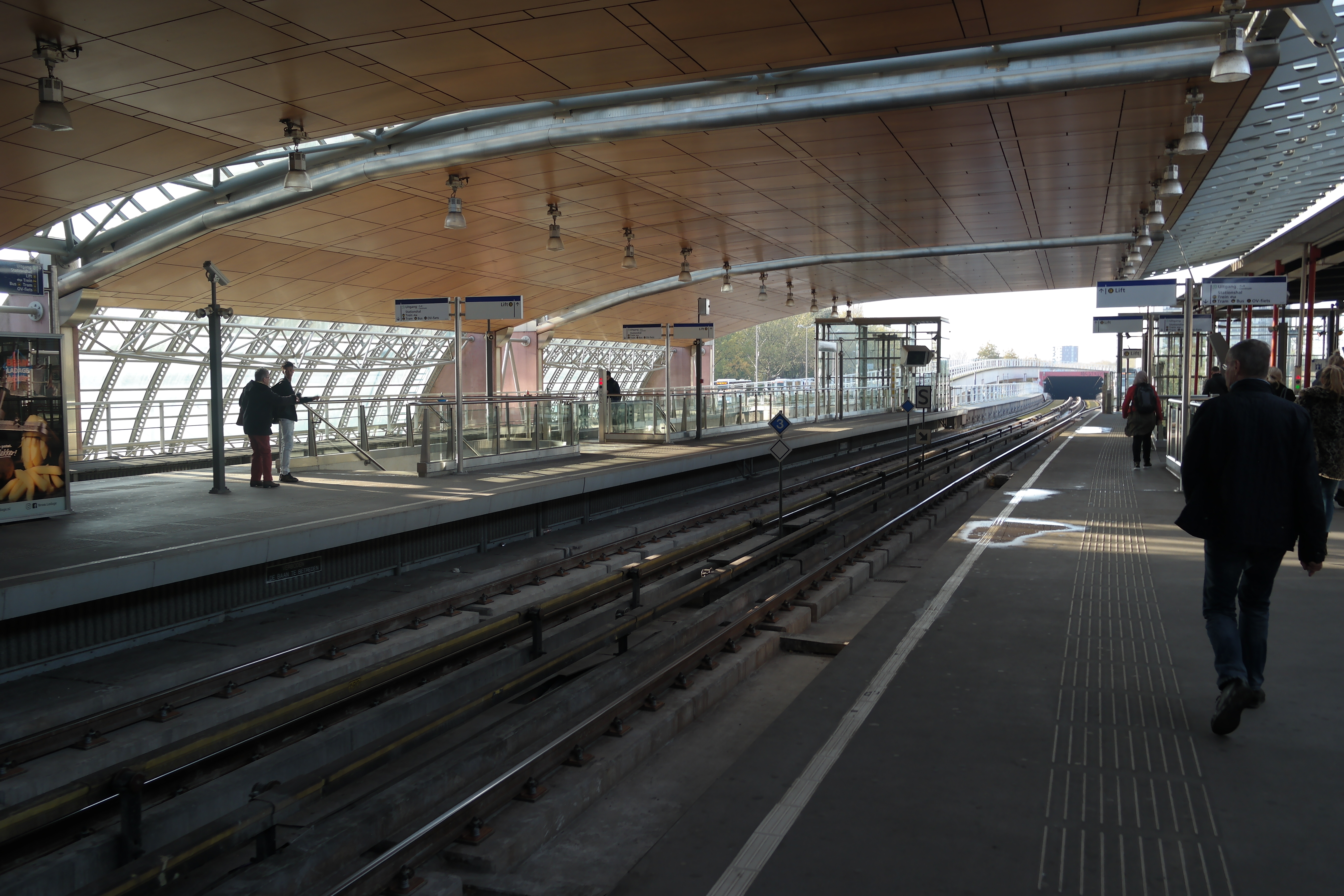
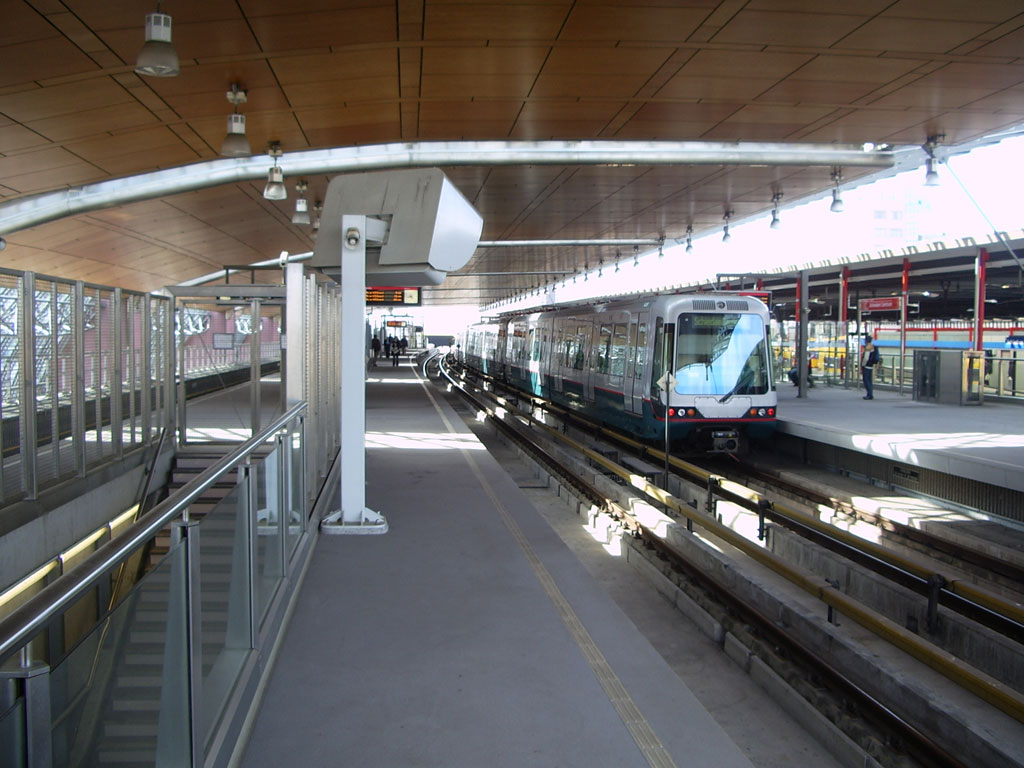
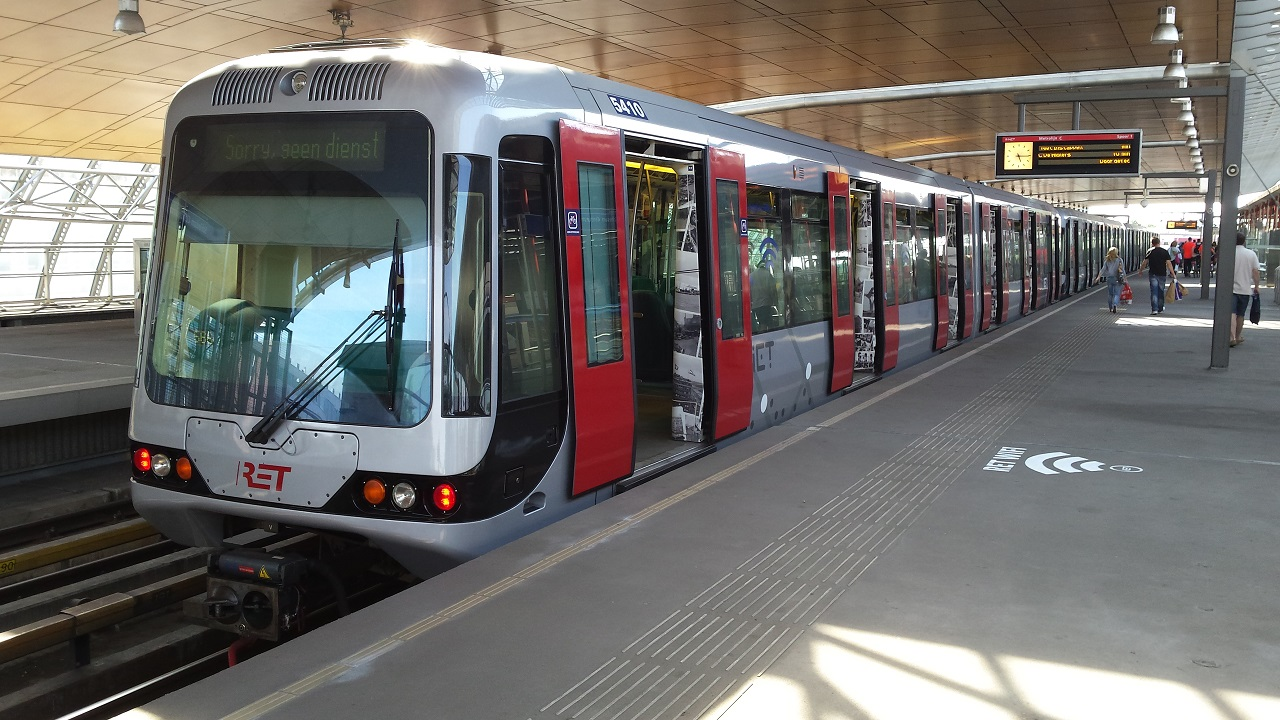

### Intermodalité
Intégrée dans un important centre multimodale, la station est en correspondance directe, un hall de passage souterrain situé sous les voies et quais de la station et de la gare permet des correspondances rapides par des escaliers, escaliers mécaniques et des ascenseurs. À l'extérieur, des arrêts du tramway de Rotterdam sont desservis par les lignes 21 et 24, et des arrêts de bus sont desservis par les lignes 38, 51, 53, 54, 121, 126 et les bus de nuit BOB des lignes B2, B3, B9, B18 et B19.
À ses abords, on trouve également : des parcs ouverts et fermés pour les vélos ; une station de vélos en libre-service OV-fiets ; et un espace de covoiturage Greenwheels.

## À proximité
- Gare de Schiedam-Centre